# Suède au Concours Eurovision de la chanson 1960
La Suède a participé au Concours Eurovision de la chanson 1960, alors appelé le « Grand prix Eurovision de la chanson européenne 1960 », à Londres, au Royaume-Uni. C'est la 3e participation suédoise au Concours Eurovision de la chanson.
Le pays est représenté par la chanteuse Siw Malmkvist, choisie en interne et la chanson Alla andra får varann, au moyen d'une finale nationale, toutes deux sélectionnées par la Sveriges Radio.

## Sélection

### Säg det med musik 1960
Le radiodiffuseur suédois, Sveriges Radio, organise une finale nationale intitulée Säg det med musik (littéralement : « Dis-le avec de la musique » en suédois), par la suite également référencée comme étant la 2e édition du Melodifestivalen, pour sélectionner la chanson représentant la Suède au Concours Eurovision de la chanson 1960, l'artiste (Siw Malmkvist) étant déjà sélectionnée en interne,. Cette sélection s'effectue en une demi-finale et une finale.
La sélection suédoise, présentée par Jeanette von Heidenstam (sv), a lieu le 28 décembre 1959, pour la demi-finale, et le 2 février 1960, pour la finale, à Stockholm. Les chansons sont toutes interprétées en suédois, langue officielle de la Suède. Lors de la finale, chaque chanson est interprétée deux fois, la première avec un grand orchestre et la seconde avec un petit orchestre.
Des participants à cette finale nationale représenteront la Suède à une future édition de l'Eurovision : Lill-Babs en 1961 ; Inger Berggren en 1962 ; Östen Warnerbring en 1967.
Lors de cette sélection, c'est la chanson Alla andra får varann, interprétée lors de cette finale par Östen Warnerbring, qui fut choisie pour Siw Malmkvist,.

#### Demi-finale
| Ordre | Interprète           | Chanson               | Traduction                       | Points | Place |
| ----- | -------------------- | --------------------- | -------------------------------- | ------ | ----- |
| 1     | Inger Berggren       | Underbar, så underbar | Merveilleux, si merveilleux      | -      | -     |
| 2     | Östen Warnerbring    | Alla andra får varann | Tous les autres ont quelqu'un    | -      | -     |
| 3     | Britt Damberg (en)   | Nancy, Nancy          | -                                | -      | -     |
| 4     | Tommy Jacobsson (sv) | Vårens första flicka  | La première fille du printemps   | -      | -     |
| 5     | Mona Grain (sv)      | Alexander             | -                                | -      | -     |
| 6     | Bertil Englund (sv)  | Flicka med positiv    | La fille avec la boîte à musique | -      | -     |
| 7     | Lill-Babs            | En kyss, en kyss      | Un baiser, un baiser             | -      | -     |
| 8     | Lars Lönndahl (en)   | Res med mig           | Voyage avec moi                  | -      | -     |

#### Finale
| Ordre | 1er interprète     | 2e interprète      | Chanson               | Traduction                    | Points | Place |
| ----- | ------------------ | ------------------ | --------------------- | ----------------------------- | ------ | ----- |
| 1     | Inger Berggren     | Östen Warnerbring  | Underbar, så underbar | Merveilleux, si merveilleux   | 76     | 2     |
| 3     | Britt Damberg (en) | Mona Grain (sv)    | Nancy, Nancy          | -                             | 56     | 4     |
| 3     | Östen Warnerbring  | Inger Berggren     | Alla andra får varann | Tous les autres ont quelqu'un | 85     | 1     |
| 4     | Mona Grain (sv)    | Britt Damberg (en) | Alexander             | -                             | 67     | 3     |

## À l'Eurovision
Chaque pays avait un jury de dix personnes. Chaque membre du jury pouvait donner un point à sa chanson préférée.

### Points attribués par la Suède
| 4 points | Belgique France       |
| 1 point  | Allemagne Royaume-Uni |

### Points attribués à la Suède
| 10 points | 9 points | 8 points | 7 points | 6 points            |
| --------- | -------- | -------- | -------- | ------------------- |
|           |          |          |          |                     |
| 5 points  | 4 points | 3 points | 2 points | 1 point             |
|           |          |          | - France | - Italie - Pays-Bas |

Siw Malmkvist interprète Alla andra får varann en 2e position, après le Royaume-Uni et avant le Luxembourg. Au terme du vote final, la Suède termine 10e, ex æquo avec le Danemark, sur 13 pays, recevant 4 points.